# Hey Dio
Hey Dio è un singolo del cantautore italiano Nek, il terzo estratto dall'undicesimo album in studio Filippo Neviani e pubblicato l'11 aprile 2014.

## Il brano
Traccia d'apertura dell'album, il testo di Hey Dio, secondo quanto spiegato dal cantautore stesso, stimola la riflessione sull'attuale periodo storico:

## Video musicale
Il videoclip, diretto da Fabio Jansen e Andrea Basile e prodotto da Yuri Tartari, è stato pubblicato in concomitanza con il lancio del singolo attraverso il canale YouTube della Warner Music Italy.